# Youssef Baba
Youssef Baba (Khénifra, 7 augustus 1979) is een Marokkaanse atleet, die gespecialiseerd in de 1500 m. Hij deed driemaal mee aan de Olympische Spelen, maar won hierbij geen medailles. Met zijn persoonlijk record van 3.33,01 op de 1500 m is hij de vijfde snelste Marokkaan ooit op deze afstand achter Hicham El Guerrouj (3.26,00), Said Aouita (3.29,46), Azzedine Seddiki (3.31,48) en Adil el Kaouch (3.32,86)

## Biografie
Zijn beste prestatie leverde Baba in 2000. Hij won op de Afrikaanse kampioenschappen een gouden medaille op de 1500 m. Met een tijd van 3.42,07 versloeg hij zijn landgenoot Adil Kaouch (zilver) en de Algerijn Mohamed Khaldi (brons). In datzelfde jaar werd hij twaalfde op de Olympische Spelen van Sydney in 3.56,08.
Ook op de Olympische Spelen van 2008 in Peking nam hij deel aan de 1500 m. Ditmaal sneuvelde hij in de kwalificatieronde met een tijd van 3.42,13.
Youssef Baba is aangesloten bij Chabab Atlas Khénifra.

## Titels
- Afrikaans kampioen 1500 m - 2000
- Noord-Afrikaans kampioen 1500 m - 2003

## Persoonlijke records
Outdoor
| Onderdeel   | Prestatie | Datum         | Plaats |
| ----------- | --------- | ------------- | ------ |
| 1500 m      | 3.32,13   | 11 mei 2007   | Doha   |
| 1 Eng. mijl | 3.52,85   | 28 juli 2000  | Oslo   |
| 3000 m      | 7.52,99   | 29 april 2006 | Dakar  |

Indoor
| Onderdeel   | Prestatie | Datum            | Plaats     |
| ----------- | --------- | ---------------- | ---------- |
| 1000 m      | 2.19,76   | 29 januari 2005  | Stuttgart  |
| 1500 m      | 3.36,89   | 18 februari 2001 | Birmingham |
| 2000 m      | 4.58,93   | 25 februari 2001 | Liévin     |
| 3000 m      | 7.51,87   | 27 januari 2001  | Karlsruhe  |
| 2 Eng. mijl | 8.21,14   | 20 februari 2000 | Birmingham |

## Prestaties

### 1500 m
- 1999:  Pan-Arabische Spelen
- 2000: 12e OS - 3.48,08
- 2000:  Afrikaanse kampioenschappen - 3.42,07
- 2002: 9e Afrikaanse kampioenschappen - 3.47,20
- 2003:  Noord-Afrikaanse kampioenschappen - 3.44,57
- 2004: 7e WK indoor - 3.57,79
- 2004:  Pan-Arabische Spelen
- 2005:  Islamtic Games - 3.47,61
- 2005:  Jeux de la Francophonie - 3.46,84
- 2006: 6e WK indoor - 3.49,25
- 2007: 14e WK - 3.38,78
- 2008: 8e WK indoor - 3.44,50

### veldlopen
- 2000: 29e WK veldlopen (korte afstand) - 11.53
- 2001: 22e WK veldlopen (korte afstand) - 13.19
- 2002: 48e WK veldlopen (korte afstand) - 12.57